# Tovaria
Tovaria là một chi thực vật hạt kín chứa 2 loài cây thân thảo hay cây bụi bản địa của khu vực từ cận nhiệt đới tới nhiệt đới tại Trung và Nam Mỹ. Hai loài này là T. pendula và T. diffusa. Chúng là cây một năm hay lâu năm, có lá mọc so le, có hương thơm (mùi tương tự như Apium hay Cestrum khi tươi và cumarin khi khô), hoa lưỡng tính, quả mọng không nứt, có cuống nhỏ và chứa nhiều hạt. Chi này là duy nhất của họ Tovariaceae.

## Hình ảnh

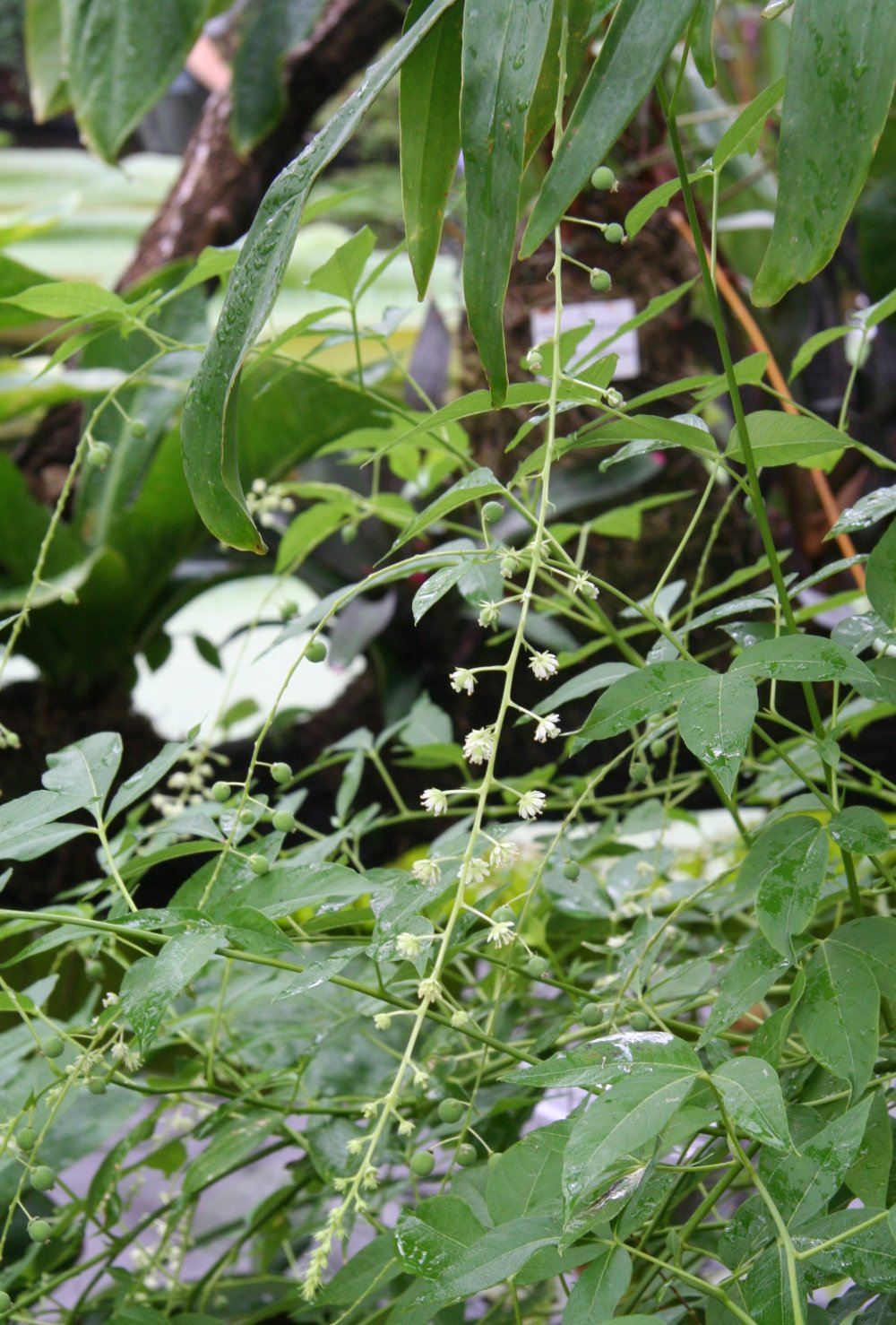
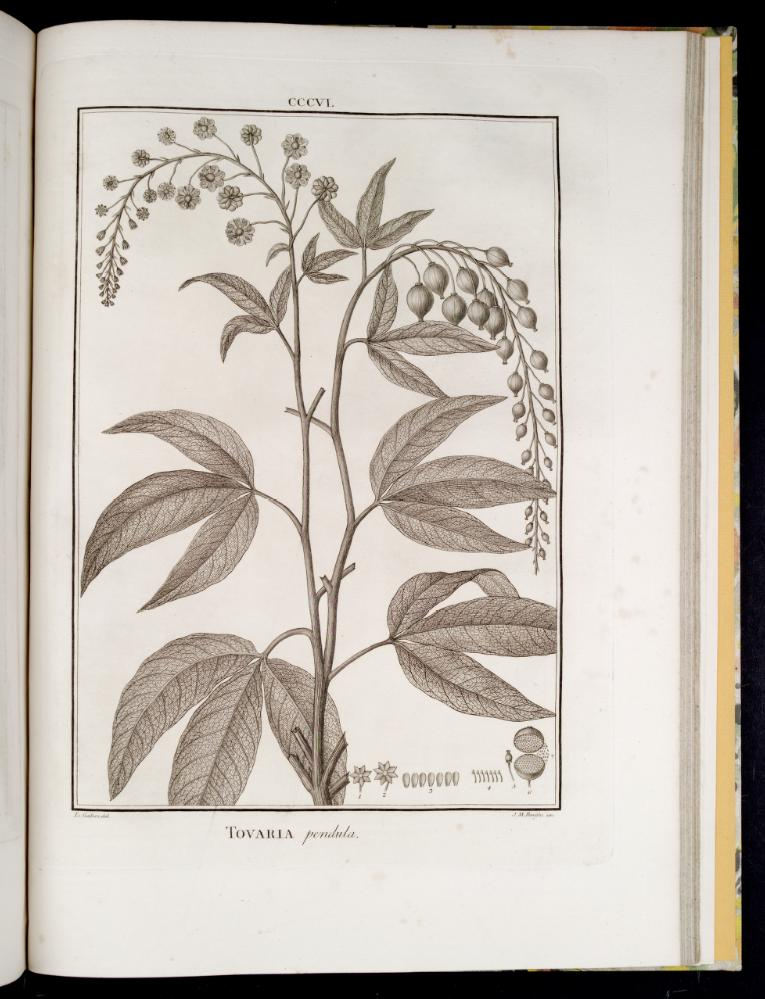